# Bernadete Pedrosa
Maria Bernadette Neves Pedrosa (Monteiro, Paraíba, 1931- Recife, 2013) foi uma jurista, filósofa, professora e advogada. Foi a primeira mulher a ser admitida como professora da Faculdade de Direito do Recife em 1965. Ocupou a cadeira número 29 da Academia Pernambucana de Letras Jurídicas (APLJ), onde atuou como Diretora Cultural. Foi Professora Emérita da Faculdade de Direito do Recife - UFPE (2006).

## Trajetória
Maria Bernadette Neves Pedrosa, paraibana, nascida em Monteiro, filha de Luiz Pedrosa e Auta Neves Pedrosa, foi jurista, filosofa, professora e advogada. Após concluir o curso de Filosofia, Bernadette Pedrosa cursou Direito. Concluiu seu bacharelado em 1959, na Universidade Federal de Pernambuco, onde viria a se consagrar, no ano de 1965, como a primeira mulher no cargo de professora na Faculdade de Direito do Recife, instituição à qual dedicaria grande parte de sua vida, até se aposentar em 1998. Antes disso, Exerceu a função de docente na Faculdade de Direito do Recife de forma voluntária e gratuita nos biênios de 1963 e 1964.
Era discípula de Lourival Vilanova, de quem foi assistente por muitos anos na disciplina de Teoria Geral do Estado. Defendeu seu Mestrado em 10 de dezembro de 1979, cuja dissertação teve como título ‘’A Criação Judicial do Direito’’. Costuma ser lembrada não apenas pelo pioneirismo como professora no curso de Direito da UFPE mas também pelas décadas de ensino na universidade e por suas conferências e palestras, além de algumas publicações de destaque. Entre suas tantas publicações encontram-se: "O fato e a norma no direito internacional público" (1975), "A criação judicial do direito"  (1979), "Estado de direito e segurança nacional"  (1978) e "Legitimidade democrática e equilíbrio de poderes" (1984). Professora didática e, não obstante ser tida como exigente, adorada pelos seus alunos.  Era conhecida pela sua assiduidade nos estudos, tendo aprendido sozinha  a língua alemã.
Em novembro de 2006, recebeu o título de Professora Emérita da UFPE. 

## Principais publicações[5]
- O fato e a norma no direito internacional público, 1975;
- A criação judicial do direito (com Lourival Vilanova), 1978;
- Estado de direito e segurança nacional, 1978;
- Legitimidade democrática e equilíbrio de poderes, 1984;